# Schwerstedt (Weimar)
Pour les articles homonymes, voir Schwerstedt.
Schwerstedt est une ancienne commune allemande de l'arrondissement du Pays-de-Weimar, Land de Thuringe.

## Géographie
Schwerstedt se situe au sud du Bassin de Thuringe. Son territoire est traversé par le Lache.
| Neumark   |             | Krautheim   |
| Berlstedt | Schwerstedt | Buttelstedt |
|           | Ramsla      | Heichelheim |

## Histoire
Schwerstedt est mentionné pour la première fois en 802 sous le nom de Suegerstete dans un relevé des biens de l'abbaye d'Hersfeld. Un château-fort est bâti pour protéger la Via Regia.
Le village est détruit pendant la guerre de Trente Ans. La peste éclaté à plusieurs reprises.
Lors de l'occupation soviétique en 1945, la famille von Helldorff, à qui appartient le château, le parc du château et le domaine d'environ 500 hectares, est expropriée sans compensation. La famille part en Allemagne de l'ouest. Après la réunification, une fille vient en reprendre une partie.